# Pietro Sforza Pallavicino
Pietro Sforza Pallavicino (ou Pallavicini) ( Roma, 28 de novembro de 1607 — Roma, 5 de junho de 1667) foi um cardeal e historiador italiano, filho do Marquês Alessandro Pallavicino de Parma. Após ter tomado ordens sacras em 1630, e entrar na Companhia de Jesus em 1638, lecionou sucessivamente filosofia e teologia no Collegium Romanum. Como professor de teologia foi membro da congregação nomeada por Inocêncio X para investigar a heresia jansenista.

## Biografia

### Infância e educação
Nasceu em Roma, filho do Marquês Alessandro Pallavicino, filho adotivo de Sforza Pallavicino, famoso general da República de Veneza, e de Francesca Sforza dos Duques de Segni, ex-viúva de Ascanio II della Corgna. O nome Sforza que lhe foi imposto é uma homenagem ao seu famoso avô e não, como muitos acreditam, um segundo apelido, emprestado da sua mãe.
Descendente da linha Parma da antiga e nobre casa dos Marqueses Pallavicino, primogênito de sua família, renunciou ao direito de primogenitura para acessar o sacerdócio. Depois dos estudos elementares (em casa, como é habitual nas famílias nobres), ingressou no Colégio Romano como aluno externo, onde se dedicou sobretudo à filosofia, sob a orientação de Vincenzo Aragna, e à jurisprudência. Iniciou então as suas primeiras experiências poéticas, seguido e encorajado, entre outros, pelo cardeal Ottavio Bandini e Giovanni Battista Rinuccini, futuro arcebispo de Fermo, a quem dedicou o seu Tratado sobre estilo e diálogo.

### Início de carreira
Obteve o doutorado em filosofia e o doutorado em jurisprudência em 1625. Decidiu então matricular-se no curso ministrado pelo famoso teólogo espanhol Juan de Lugo, futuro cardeal; ele então se formou em teologia em 1628 (a tese, De universa Theologia, está preservada em manuscrito). O Papa Urbano VIII, a quem Pallavicino dedicou astutamente a sua tese, nomeou-o referendarius utriusque signaturæ e membro das congregações do Bom Governo e da Imunidade Eclesiástica, atribuindo-lhe uma pensão de 250 escudos.
Pallavicino começou a dar aulas de filosofia no palácio do Cardeal Maurizio de Sabóia e no mesmo período foi acolhido na Academia de Humoristas (da qual foi Príncipe por um certo período); ao frequentar Virginio Cesarini, conheceu algumas das principais figuras da cultura romana, incluindo Agostino Mascardi, Fulvio Testi, John Barclay e Giulio Strozzi.
Ele era tão conhecido que Alessandro Tassoni o elogiou em uma oitava de sua Secchia rapita e que o jovem sienense Fabio Chigi (futuro Papa Alexandre VII), assim que chegou a Roma, quis conhecê-lo, tanto que ele tornou-se seu amigo e ingressou na Academia de Humoristas.
Seu amigo Giovanni Ciampoli, secretário "dos Brevi", caiu em desgraça, entre outras coisas por sua amizade com Galileu Galilei. A posição de Pallavicino na corte papal também foi seriamente afetada. Em 1632 foi nomeado governador de Jesi, Orvieto e Camerino, cargo que ocupou por muito tempo.

### Entrada naCompanhia de Jesus
Apesar da oposição do pai, ingressou na Companhia de Jesus em 21 de junho de 1637. O noviciado ocorreu sob a orientação de Giampaolo Oliva (que se tornaria Geral da Companhia) e depois de apenas dezesseis meses (em vez dos habituais dois anos) obteve cadeira de filosofia no Colégio Romano.
Em 1643, quando Juan de Lugo foi criado cardeal, Pallavicino o sucedeu na cátedra de teologia, ocupando-a até 1651. Pouco depois foi nomeado prefeito geral de estudos do colégio.
Nos mesmos anos foi frequentemente contratado pelo Papa Inocêncio X, em assuntos de grande importância. Tornou-se assim membro da comissão de treze teólogos e sete cardeais, liderada pelo cardeal Bernardino Spada, encarregada de examinar os escritos de Jansen e em particular o De Ecclesia Bicipiti, que defendia a perfeita igualdade dos apóstolos Pedro e Paulo.
Foi também encarregado de examinar os escritos de Martinho de Barcos, dois dos quais propôs para condenação em 1647.

### Atividade literária
Antes de sua entrada nos Jesuítas, ele publicou orações e poemas. Do seu grande poema em oitavas I fasti sacri, que deveria ter cantado (em 14 cantos) todos os aniversários do calendário cristão, mas que foi interrompido no sétimo canto, o Papa Urbano VIII publicou uma parte (Roma, 1636), mas sua entrada no noviciado suspendeu a redação.
Sua primeira grande obra literária como jesuíta foi uma tragédia, Ermenegildo martire (Roma, 1644). No mesmo ano apareceu Del Bene. Quatro livros (Roma 1644). No ano seguinte foram publicadas as Considerações sobre a arte do estilo e do diálogo, que reapareceriam, com modificações substanciais, em 1647 com o título de Arte do estilo. Editou e publicou as obras de seu amigo Giovanni Ciampoli; destes, o Rime (1648) e a Prosa (1667 e 1676) apareceram em Roma.
Em resposta às inúmeras acusações levantadas contra a Companhia de Jesus (De Potestate Pontificia in Societatem Jesu, do ex-jesuíta Giulio Clemente Scotti, publicada em 1645 e Monarchia Solipsorum, anônima), Pallavicino compôs uma vigorosa apologia, Vindicationes Societatis Jesu, quibus multorum acusaes in eius Institutum, leges, gyms, mores refelluntur (Roma, 1649), escrito a pedido do Geral da Ordem Vincenzo Carafa.
No mesmo ano iniciou a publicação da sua grande obra dogmática, associada às suas palestras teológicas, "Assertiones theologicæ". A obra completa cobre todo o campo do dogma em nove livros. Os primeiros cinco livros, que apareceram em três volumes (Roma, 1649), os quatro livros restantes estão incluídos nos volumes IV-VIII (Roma, 1650-1652). Imediatamente após isso começou a publicação de disputas sobre a segunda parte da Summa theologica de São Tomás, RP Sfortiæ Pallavicini... Disputationum in Iam IIæ d. Thomae Tomus I (Lyon, 1653). No entanto, apenas o primeiro volume da obra foi publicado, porque Pallavicino, entretanto, havia sido contratado pelo papa para escrever uma negação da História do Concílio de Trento, de Paolo Sarpi.

### A História doConcílio de Trento

Istoria del Concilio di Trento, 1656-1657

A polêmica e hostil obra de Sarpi sobre o Concílio de Trento já havia aparecido em 1619 sob pseudônimo (História do Concílio de Trento, na qual são descobertos todos os artifícios da corte de Roma... Por Pietro Soave Pollano, Londres, 1619) . Vários estudiosos católicos já haviam começado a reunir material para uma refutação desta obra, mas nenhum conseguiu terminar o gigantesco empreendimento. Um jesuíta, Terenzio Alciati (prefeito de estudos do Colégio Romano), e um monsenhor, Felice Contelori (1588-1652), reuniram uma vasta massa de material; eles tinham acabado de começar a compilá-lo quando morreram repentinamente, o primeiro em 1651 e o outro em 1652.
Pallavicino, por ordem do Papa Inocêncio Consequentemente, renunciou à cátedra do Colégio Romano para se dedicar exclusivamente a esta exigente tarefa. Utilizou todo o material disponível, previamente recolhido por Contelori e Alciati, e acrescentou o fruto da sua própria pesquisa em arquivos romanos e não romanos.
Ele tinha à sua disposição os documentos do Arquivo Secreto do Vaticano sem restrições . Ele foi, portanto, capaz de publicar a obra já em 1656-1657 em dois volumes fólio. Pallavicino publicou então uma nova edição em três volumes (Roma, 1664). Com a ajuda de seu secretário Cataloni, preparou uma edição resumida na qual são omitidas muitas passagens polêmicas (Roma, 1666).
Até muito recentemente, a obra de Pallavicino foi a principal fonte (católica) da história do Concílio de Trento. Trechos dele apareciam com frequência, e Francesco Antonio Zaccaria publicou uma edição comentada em 4 volumes em 1733. A obra também foi traduzida para o latim por um jesuíta, Giovanni Battista Giattini; em alemão por Theodor Friedrich Klitsche de la Grange, em francês e em espanhol.
O trabalho de Pallavicino é maior e mais ponderado que o de seu oponente Sarpi. Mas é um tratado apologético e, por isso, não isento de parcialidades, pois não é isento de erros, como qualquer obra histórica, hoje analisada com os recursos atuais da investigação., em francês e em espanhol.. Em polêmica com a obra de Pallavicino, Francesco Maria Maggi publicou um panfleto em defesa da memória de Paulo IV, que ele acreditava ter sido injustamente caluniado na História. Pallavicino rejeitou a disputa aberta e, depois de responder em particular em forma epistolar, deixou a questão de lado até que a controvérsia se esvaziasse por si mesma.

### Nomeação como cardeal
Pallavicino recebeu o devido reconhecimento do Papa Alexandre VII. Em 9 de abril de 1657 foi nomeado cardeal in pectore; em 29 de abril de 1658, sua elevação ao cardinalato foi tornada pública. Mesmo assim, ele continuou com seu modo de vida simples e piedoso. Nos primeiros dias, o papa o consultava frequentemente sobre questões importantes, depois as relações cordiais com o papa começaram a esfriar: a razão está no nepotismo do pontífice, uma prática comum na época, mas da qual Chigi parecia querer se abster no início. início de seu reinado; As reclamações de Pallavicino marcaram o início do declínio das suas relações; o facto é que a partir desse momento o Cardeal abandonou a Vida de Alexandre VII que estava a escrever interrompida e que só seria publicada no século XIX.
Sempre desempenhou as suas diversas tarefas com a máxima consciência. Ele dedicou grande parte de sua renda ao apoio a empreendimentos científicos. Continuou também a sua obra literária, não só com as reduções e reedições da Istoria del Concilio, mas também com um tratado místico-ascético, Arte da perfeição cristã, dividido em três livros, de 1665, composto a pedido de Carlo Tommasi. , um clérigo teatino. Muitas de suas obras só foram impressas posteriormente, outras ainda são inéditas. Depois de se tornar cardeal, Pallavicino continuou a proteger e apoiar os Jesuítas.

### Doença e morte

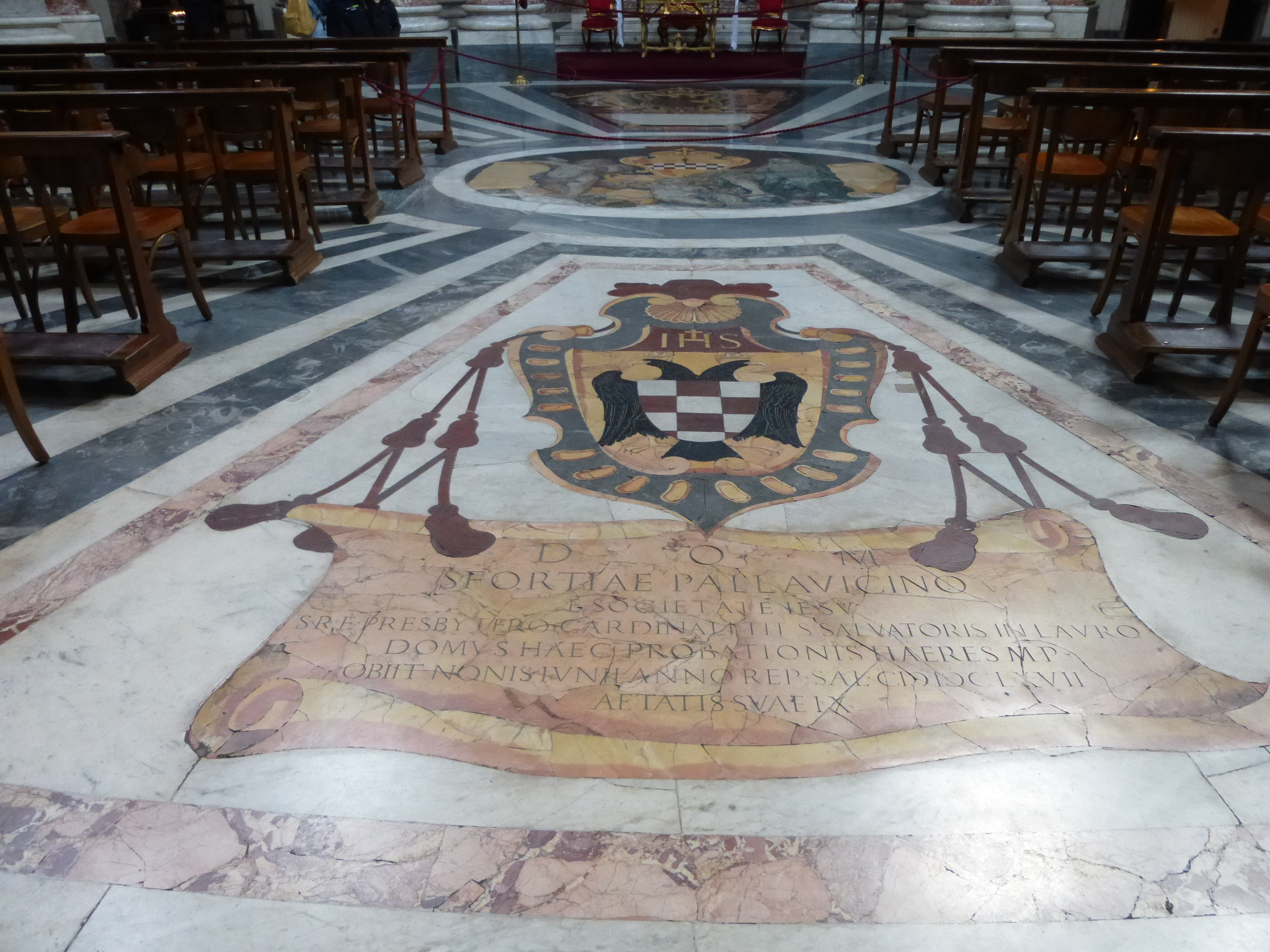
O túmulo do Cardeal Sforza Pallavicino em S. Andrea al Quirinale

Entretanto a sua saúde piorava até que em abril de 1667, após um novo agravamento, Pallavicino decidiu deixar o palácio onde vivia, na Piazza Quattro Fontane, e mudar-se para o noviciado jesuíta de Sant'Andrea. Ali, no dia 22 de maio, chegou até ele a notícia da morte do pontífice, que o atingiu tanto que piorou ainda mais o seu estado de saúde.
Faleceu, assistido por Alessandro Fieschi, assistente da Itália da Companhia de Jesus e pelo general Giovanni Paolo Oliva, seu primeiro mestre de noviciado, em 5 de junho de 1667, durante o Conclave de 1667, do qual não pôde participar.
Foi sepultado na igreja de Sant'Andrea al Quirinale, onde ainda hoje se podem ver a laje de mármore e a simples inscrição que ele mesmo ditou no seu testamento.